# Czynnik XI
Czynnik XI, FXI – zymogenna postać czynnika XIa, jednego z enzymów kaskady krzepnięcia krwi. Podobnie jak wiele innych czynników krzepnięcia, jest proteazą serynową. U ludzi jest kodowany przez gen F11.

## Fizjologia
Czynnik XI jest wytwarzany przez wątrobę i krąży jako homodimer w nieaktywnej postaci. Jego okres półtrwania w osoczu wynosi około 52 godziny. Postać zymogenu jest aktywowana do czynnika XIa przez czynnik XIIa (FXIIa), trombinę i sam FXIa. Ze względu na swoją aktywację przez FXIIa, FXI jest członkiem „szlaku kontaktowego” (który obejmuje HMWK, prekallikreinę, czynnik XII, czynnik XI i czynnik IX). Czynnik XIa aktywuje czynnik IX poprzez selektywne rozszczepienie wiązań peptydowych arg-ala i arg-val. Z kolei czynnik IXa tworzy kompleks z czynnikiem VIIIa (FIXa-FVIIIa) i aktywuje czynnik X. Inhibitory czynnika XIa obejmują inhibitor proteazy zależnej od białka Z. Jest on niezależny od białka Z, ale jego działanie na czynnik X jest zależne od białka Z, stąd jego nazwa.

## Struktura
FXI syntetyzowany jest jako pojedynczy łańcuch polipeptydowy, ale krąży jako homodimer. Każdy łańcuch ma masę cząsteczkową około 80 kDa. Przeciętne stężenie FXI w osoczu wynosi 5 μg/ml, co odpowiada stężeniu w osoczu około 30 nM. Gen FXI ma 23 kb długości, 15 eksonów i znajduje się na chromosomie 4q32-35.
Czynnik XI składa się z czterech domen, które tworzą, podobną do dysku, platformę wokół podstawy piątej, katalitycznej domeny proteazy serynowej. Jedna z domen ma miejsce wiązania dla trombiny, druga dla kininogenu o wysokiej masie cząsteczkowej, trzecia dla czynnika IX, heparyny i glikoproteiny Ib, a czwarta jest zaangażowana w tworzenie homodimeru. W homodimerze domeny tworzą dwie podobne do dysków platformy połączone ze sobą pod kątem, z domenami katalitycznymi wystającymi z każdej strony dimeru.
Aktywacja przez trombinę lub czynnik XIIa następuje przez rozszczepienie wiązań peptydowych Arg369-Ile370 na obu podjednostkach dimeru. Powoduje to częściowe oderwanie domeny katalitycznej od domen dyskowych, wciąż połączonych z czwartą domeną wiązaniem dwusiarczkowym, ale dalej od trzeciej domeny. Uważa się, że odsłania to miejsce wiązania czynnika IX w trzeciej domenie, umożliwiając uaktywnienie na nim proteazy czynnika XI.

## Rola w chorobie
Niedobór czynnika XI powoduje rzadką hemofilię C, występującą głównie u Żydów aszkenazyjskich. Ocenia się, że dotyczy ona około 8% tej populacji. Rzadziej hemofilię C można spotkać u Żydów pochodzenia irackiego oraz u izraelskich Arabów. Stan ten został opisany w innych populacjach w około 1% przypadków. Jest to zaburzenie autosomalne recesywne, któremu objawia się niewielkimi samoistnymi krwawieniami, ale zabiegi chirurgiczne mogą powodować nadmierną utratę krwi, toteż wymagana jest profilaktyka.
Niski poziom czynnika XI występuje również w wielu innych stanach chorobowych, w tym w zespole Noonan.
Wysoki poziom czynnika XI jest powiązany z zakrzepicą, chociaż nie jest pewne, co determinuje te zaburzenia i jak poważny jest stan prokoagulacyjny.